# Hofstadgruppe
Die Hofstadgruppe (auch Hofstadnetzwerk, niederländisch Hofstadgroep bzw. Hofstadnetwerk) ist eine islamistische Gruppe von hauptsächlich jungen niederländischen Muslimen meist marokkanischer Abstammung.
Der Name „Hofstad“ war ursprünglich der Deckname des niederländischen Geheimdienstes AIVD für einen bestimmten Personenkreis, welcher schließlich in die Medien gelangte. Der Name bezieht sich auf den Spitznamen der Stadt Den Haag (Hofstad, also „Hofstadt“ oder „höfische Stadt“, kennzeichnet Den Haag als Sitz des Niederländischen Königshauses), wo einige Mitglieder wohnen, wenngleich der AIVD dies bestreitet.
Der Gruppe werden Verbindungen zu anderen Netzwerken in Spanien und Belgien zugeschrieben. Unter ihren Kontakten befindet sich auch Abdeladim Akoudad (auch bekannt als Naoufel), einer der Verdächtigen der Anschläge von Casablanca von 2003. Die Gruppe ist von der Weltanschauung der at-Takfir wa-l-Higra, einer salafitischen Strömung aus Ägypten, beeinflusst. Redouan al-Issar, auch bekannt als „der Syrer“, ist der mutmaßliche religiöse Führer der Gruppe. Größte Bekanntheit erlangte das Netzwerk durch den Mord an Theo van Gogh durch das Hofstad-Mitglied Mohammed Bouyeri, der dafür zu lebenslanger Haft verurteilt wurde. Samir Azzouz, der verdächtigt wird, Anschläge auf das niederländische Parlament, auf den Flughafen Schiphol und das Kernkraftwerk Borssele geplant zu haben, wird ebenfalls enge Verbindungen zur Hofstad-Gruppe zugeschrieben, allerdings wurde er nie wegen Mitgliedschaft strafverfolgt.

## Geschichte
Der AIVD nannte die Gruppe „Hofstad-Netzwerk“ im Herbst 2002 für interne Zwecke. Dieser Name wurde erstmals von der niederländischen Staatsanwaltschaft am 10. November 2004 öffentlich benutzt, nach einer Razzia der Polizei in der Antheunisstraat, einer Straße im Laakkwartier (Laak-Quartier) in Den Haag.
Am 14. Oktober 2003 wurden Samir Azzouz, Ismail Akhnikh, Jason Walters und Redouan al-Issar wegen der Planung terroristischer Anschläge in den Niederlanden verhaftet, wenig später wurden sie allerdings wieder freigelassen.
Kurz nach dem Mord an Theo van Gogh durch Bouyeri im November 2004 erlangte die Organisation Aufmerksamkeit von niederländischen Medien, als der Versuch, die mutmaßlichen Mitglieder Jason Walters und Ismail Akhnikh festzunehmen, zu einer 14-stündigen Belagerung eines Hauses in Den Haag führte. Während dieser Ereignisse wurde die Bezeichnung „Hofstad-Gruppe“ öffentlich und die Berichterstattung benutzte fortwährend diesen Spitznamen. In den Monaten nach der Belagerung wurden eine Reihe von Verdächtigen, bei denen man eine Mitgliedschaft vermutete, festgenommen. Am 5. Dezember 2005 begann die Gerichtsverhandlung gegen 14 mutmaßliche Mitglieder.

## Gerichtsverfahren
Am 10. März 2006 traf sich das Rotterdamer Gericht in einem überwachten Gerichtssaal in Amsterdam-Osdorp und kam zu folgenden Urteilen für Mitglieder der Hofstadgruppe:
- Jason Walters – 15 Jahre Haft
- Ismail Akhnikh – 13 Jahre Haft
- Nouredine el Fahtni[4] – 5 Jahre Haft
- Yousef Ettoumi – 1 Jahr
- Zine Labidine Aourghe – 18 Monate
- Mohammed Fahmi Boughabe – 18 Monate
- Mohamed el Morabit – 2 Jahre
- Ahmed Hamdi – 2 Jahre

Mohammed Bouyeri verbüßte bereits eine lebenslange Haftstrafe und konnte nicht zusätzlich bestraft werden. Jermaine Walters wurde von dem Vorwurf entlastet, das ehemalige niederländische Parlamentsmitglied Ayaan Hirsi Ali bedroht zu haben.
Jermaine Walters, Nadir Adarraf, Rachid Belkacem, Mohamed El Bousklaoui und Zakaria Taybi wurden freigesprochen.
Am 23. Januar 2008 verwarf das Den Haager Berufungsgericht die Urteile, setzte einige Urteile herab und sprach fünf der Verdächtigen frei, mit der Begründung, dass es keine Beweise gebe für die Existenz der terroristischen Vereinigung, die in der Öffentlichkeit Hofstadgruppe genannt werde. Daraufhin verhängte ein Berufungsgericht auf Antrag der Staatsanwaltschaft am 2. Oktober 2008 verschärfte Strafen gegen vier Angehörige bzw. Sympathisanten der Gruppe.
- Jason Walters – 15 Jahre Haft
- Ismail Akhnikh – 15 Monate Haft
- Nourredine el Fahtni – Freispruch, am 2. Oktober 2008 zu acht Jahren Haft verurteilt.
- Yousef Ettoumi – Freispruch
- Zine Labidine Aourghe – 18 Monate
- Mohammed Fahmi Boughabe – Freispruch
- Mohammed el Morabit – Freispruch
- Ahmed Hamdi – Freispruch

- Samir A., Kontaktperson der Hofstadgruppe, Haftstrafe durch das Berufungsgericht vom 2. Oktober auf neun Jahre Haft erhöht.
- Saoumi F., Ex-Ehefrau des Nourredine am 2. Oktober 2008 statt drei zu vier Jahre Haft verurteilt.
- Mohammed C., Haftstrafe am 2. Oktober 2008 von 2 auf 6 Jahre erhöht.

Am 2. Februar 2010 hob das oberste Gericht, der Hohe Rat der Niederlande das Urteil vom 23. Januar 2008, demzufolge eine terroristische Vereinigung nicht bestanden hätte, auf. Damit einhergehend wurden die Freisprüche aufgehoben und eine Neuverhandlung der betreffenden Fälle angeordnet. Am 17. Dezember 2010 verurteilte das Berufungsgericht Amsterdam Nouredine el Fahtni, Yousef Ettoumi, Mohammed Fahmi Boughabe, Mohammed El Morabit und Ahmed Hamdi wegen Mitgliedschaft in einer terroristischen Vereinigung zu Haftstrafen von 15 Monaten.
Nach seiner Entlassung 2013 bekannte Jason Walters seine Abkehr von einem radikalen Verständnis des Islam. Im Oktober 2023 trat er bei einer Pro-Israel-Demonstration in Amsterdam auf.